# M.S.G. (álbum de McAuley Schenker Group)
M.S.G. es el tercer y último álbum de estudio de la banda de hard rock McAuley Schenker Group, publicado en 1992 por Impact Records para los Estados Unidos y por EMI Music para Europa y Japón. En esta grabación se integran el bajista Jeff Pilson de Dokken y el baterista James Kottak, exintegrante de Kingdom Come, que es su único trabajo con la banda, ya que posteriormente se uniría a Scorpions.
Obtuvo la posición 180 en la lista estadounidense Billboard 200.

## Lista de canciones
| N.º | Título                             | Escritor(es)      | Duración |  |
| 1.  | «Eve»                              | Schenker, McAuley | 4:52     |  |
| 2.  | «Paradise»                         | Schenker, McAuley | 4:07     |  |
| 3.  | «When I'm Gone»                    | McAuley, Harmms   | 4:47     |  |
| 4.  | «This Broken Heart»                | Schenker, McAuley | 4:47     |  |
| 5.  | «We Believe in Love»               | Schenker, McAuley | 5:12     |  |
| 6.  | «Crazy»                            | McAuley, Newton   | 4:53     |  |
| 7.  | «Invincible»                       | Schenker, McAuley | 3:42     |  |
| 8.  | «What Happens to Me»               | Schenker, McAuley | 5:02     |  |
| 9.  | «Lonely Nights»                    | Schenker, McAuley | 4:29     |  |
| 10. | «This Night is Gonna Last Forever» | Newton, Stewart   | 4:51     |  |
| 11. | «Nightmare»                        | Schenker, McAuley | 6:24     |  |

## Personal
- Robin McAuley: voz
- Michael Schenker: guitarra líder
- Jeff Pilson: bajo
- Jesse Harms: teclados
- James Kottak: batería
- Steve Mann: teclados en «Nightmare»